# バット吉永
バット吉永（バットよしなが、1970年7月15日 - ）は、日本の元女子プロレスラー。兵庫県尼崎市出身。本名吉永 恵理子（よしなが えりこ）。ブル中野率いる「獄門党」の一員だった。

## 経歴・戦歴
- 1989年10月8日、全日本女子プロレス・後楽園ホール大会において、対伊藤薫戦でデビュー。
- 1991年3月17日、初代WWWA世界格闘技王座を獲得。
- しかし、その後頸椎を痛めて引退。2年経過して格闘技限定で復帰するも結局完全引退となる。
- 引退後、ブル中野の経営する「中野のぶるちゃん」（閉店）のお客と結婚した（猫舌SHOWROOM「豪の部屋 ゲスト：ブル中野 2019年10月22日」より）。

## 得意技
- 浴びせ蹴り
- ニールキック
- カーフブランディング

## その他
- リングネームはオーディションで野球用バットをキックで折ったことから「バット吉永」と命名され、そのバットを折る模様はフジテレビの全日本女子プロレス中継内のインフォメーションコーナーで放送された。
- プロレス入り前は極真空手の選手だったため、格闘技要員としても活躍。初代WWWA世界格闘技王座を獲得し、キックの女王神風杏子からKOを奪ったこともある。

## タイトル歴
- 全日本タッグ王座
- 初代WWWA世界格闘技王座（2度防衛）